# Aeropuerto de Amderma
El Aeropuerto de Amderma (ruso: Аэропорт Амдерма; código IATA AMV, ICAO: ULDD) es un aeropuerto civil situado a unos 6 km al oeste de Amderma, junto al mar de Kara, en Nenetsia, un distrito autónomo del óblast de Arjánguelsk, Rusia.
Se trata de una antigua base de interceptores en el ártico, situada cerca de Nueva Zembla. El objetivo de la instalación era defenderse de las aproximaciones aéreas a través del ártico. La existencia del aeródromo fue conocida cuando, el 1 de junio de 1960, un MiG-19 (designación OTAN: Farmer) procedente de Amderma derribó un RB-47H que realizaba tareas de reconocimiento electrónico, cuando sobrevolaba el norte de la URSS; cuatro de sus tripulantes murieron y dos fueron hechos prisioneros.
Desde los años 1960 alojó el 72 Gv IAP (72 Regimiento de guardia de aviación de intercepción). Durante los años 60 estuvieron estacionados aviones del tipo Tupolev Tu-128 (designación OTAN: Fiddler) y MiG-19. Eltre los años 1991 y 1994 hubo al menos 31 aviones MiG-31 (designación OTAN: Foxhound).
El espacio aéreo está controlado desde el FIR del propìo aeropuerto de Amderma (ICAO: ULDD).

## Pista
El aeropuerto de Amderma dispone de una pista de hormigón en dirección 07/25 de 2.600x50 m. (8.530x164 pies).
El pavimento es del tipo PCN 27/R/A/X/T, lo que permite la operación de aeronaves del tipo Antonov An-2, Antonov An-24, Antonov An-26, Antonov An-30, Antonov An-74, Ilyushin Il-18, Ilyushin Il-76, Yakovlev Yak-40, Yakovlev Yak-42, Tupolev Tu-134, Tupolev Tu-154, Tupolev Tu-204, así como de todo tipo de helicópteros. El peso máximo al despegue es de 200 toneladas.
Dispone de Indicador de Trayectoria de Aproximación de Precisión (PAPI, en inglés), lo que le permite permanecer abierto durante todo el año.
Cerca de la pista principal se encuentra el pequeño aeródromo "Laguna", con dos pistas perpendiculares en direcciones 07/25 y 16/34, utilizables cuando la laguna está helada.

## Enlaces externos

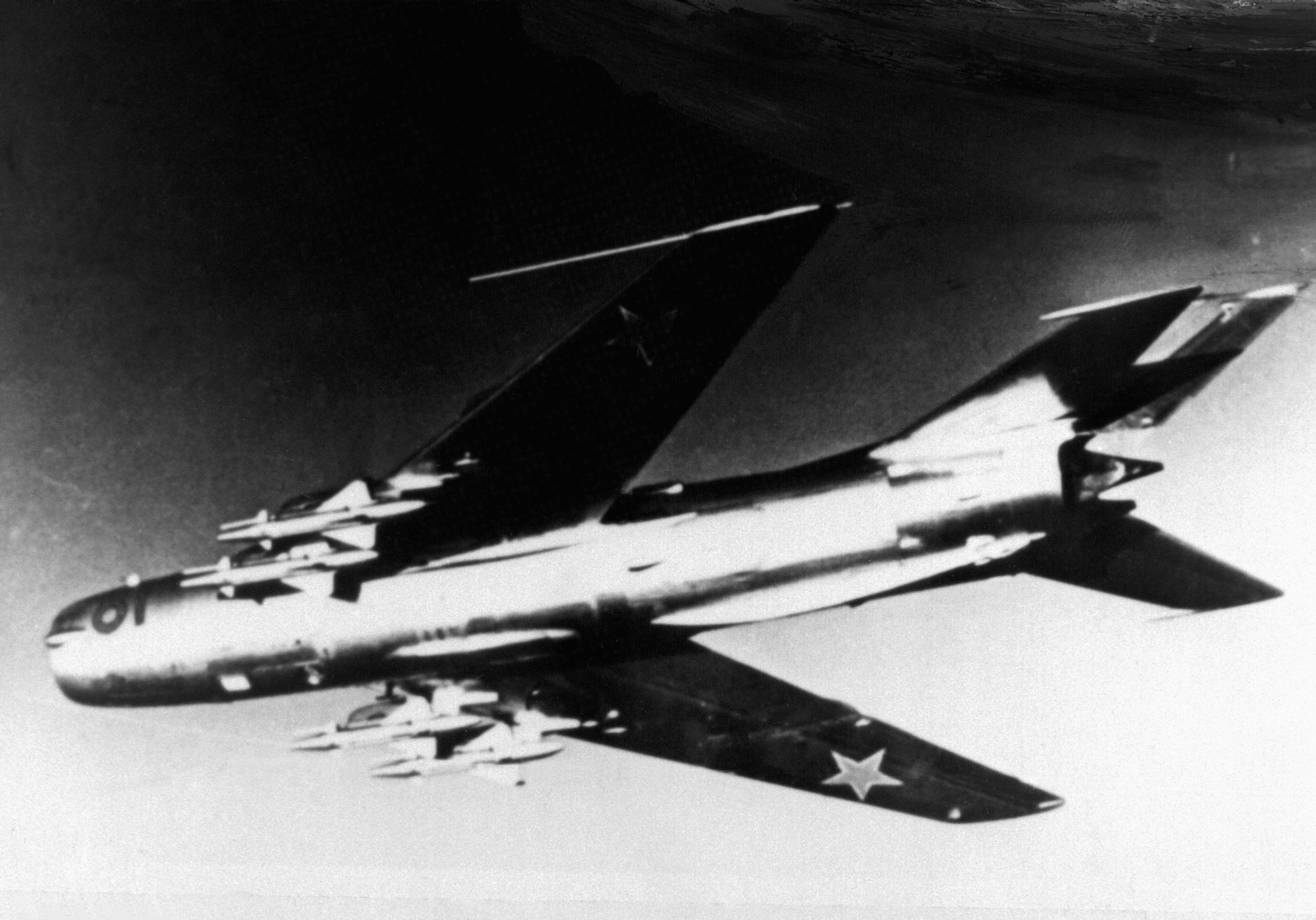
MiG-19 Farmer
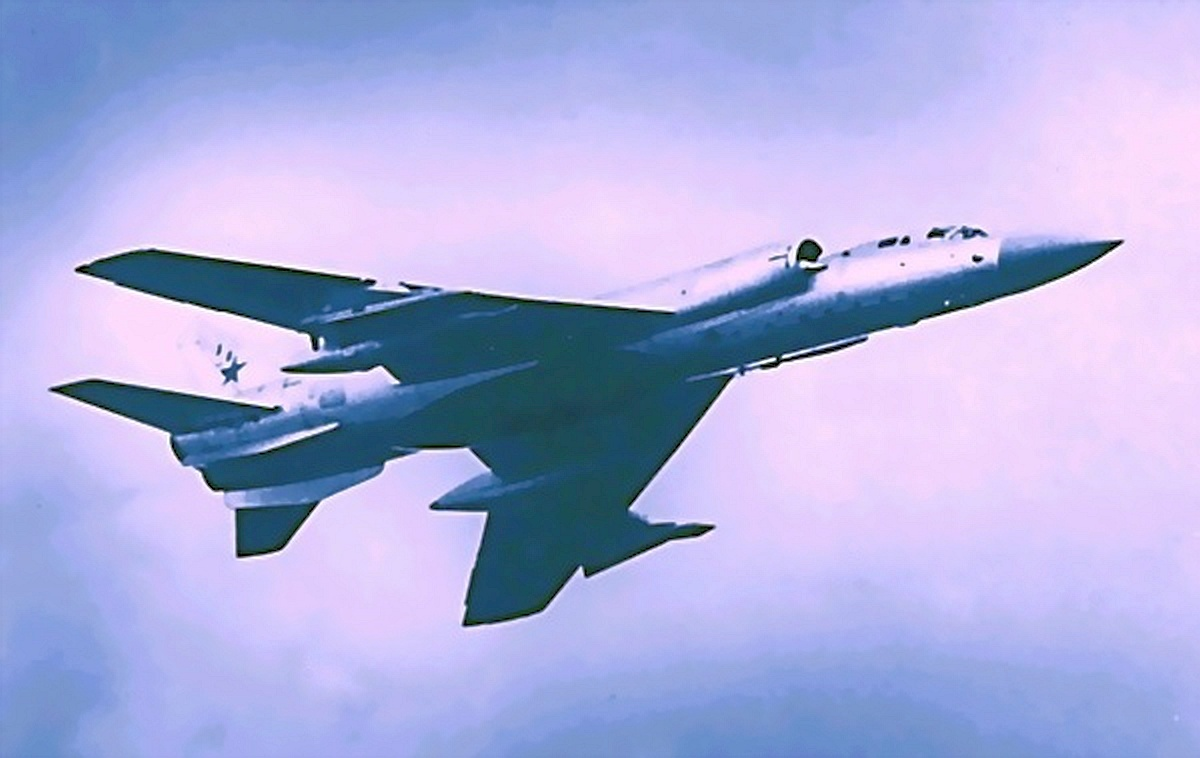
Tu-128 Fiddler
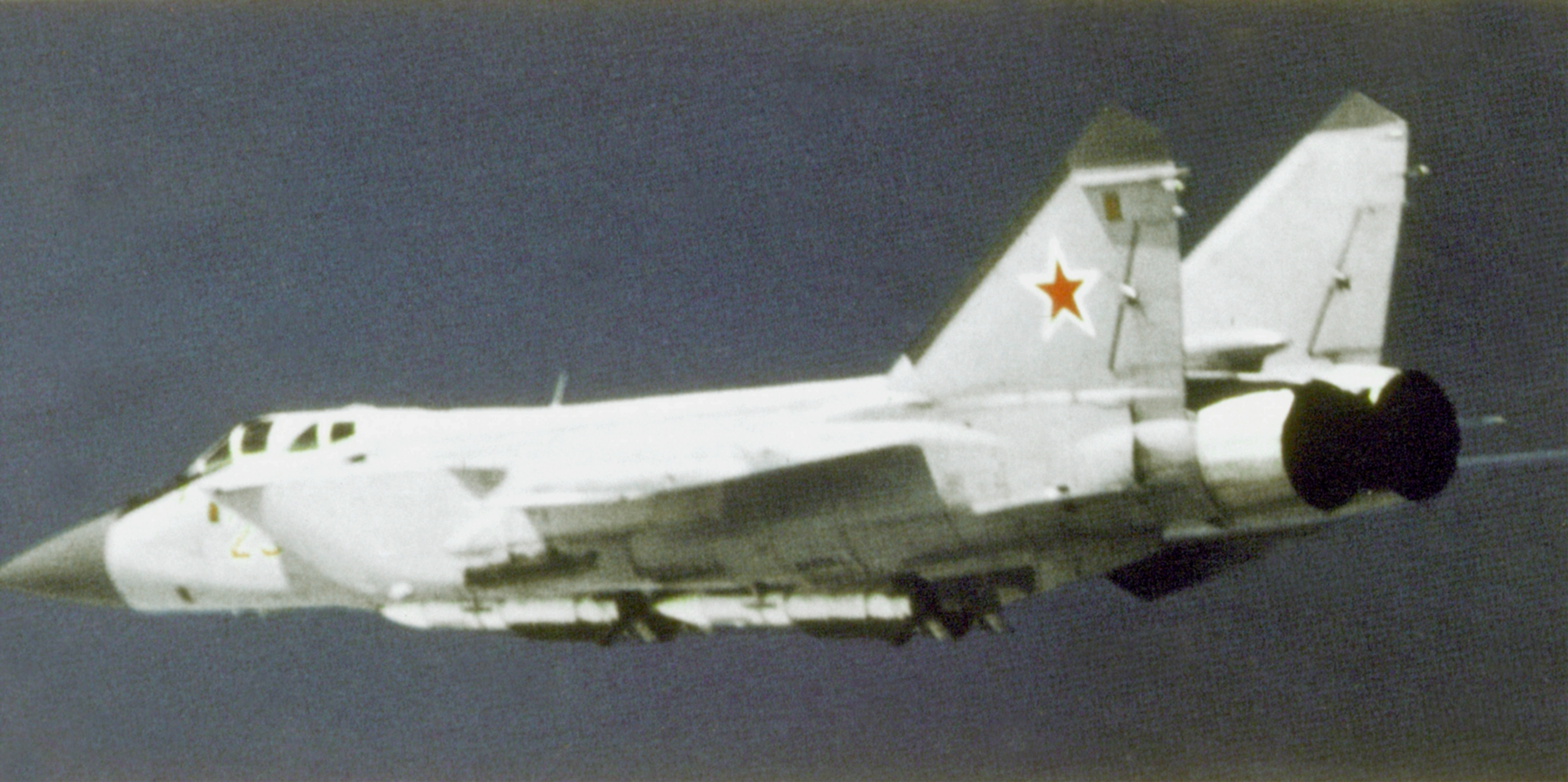
MiG-31 Foxhound

## Aerolíneas y destinos
| Nombre compañía | Destinos                                 |
| --------------- | ---------------------------------------- |
| Nordavia        | Narian-Mar, Arjánguelsk (vía Narian-Mar) |